# Konwencja o prawach dziecka
Konwencja o prawach dziecka (ang. Convention on the Rights of the Child) – międzynarodowa konwencja przyjęta przez Zgromadzenie Ogólne ONZ 20 listopada 1989 r. Jest to dokument obowiązujący we wszystkich państwach świata z wyjątkiem USA – liczba ratyfikacji (listopad 2016) wynosi 196. W konwencji o prawach dziecka zostały spisane wszystkie prawa dziecka.
Uchwalenie Konwencji jest jednym z ważniejszych osiągnięć Polski w dziedzinie ochrony praw dziecka. W roku 1978 Polska zaproponowała Komisji Praw Człowieka ONZ jej uchwalenie i przedstawiła projekt, który był później dwukrotnie modyfikowany. Na podstawie Konwencji powołano do życia organ nadzorujący jej realizację przez państwa, które ją ratyfikowały – Komitet Praw Dziecka.

## Treść konwencji
Składa się z preambuły i 54 artykułów. Katalog sformułowano kierując się następującymi zasadami:
- dobra dziecka,
- równości (wszystkie dzieci są równe wobec prawa bez względu na pochodzenie, płeć, narodowość, itd.),
- poszanowania praw i odpowiedzialności obojga rodziców (państwo respektuje autonomię rodziny i ingeruje tylko w szczególnie uzasadnionych przypadkach według określonych procedur),
- pomocy państwa (państwo zobowiązane jest do podejmowania wszelkich działań ustawodawczo-administracyjnych dla realizacji praw uznanych w konwencji).

Konwencja ustanawia status dziecka oparty na następujących założeniach:
- dziecko jest samodzielnym podmiotem, ale ze względu na swoją niedojrzałość psychiczną i fizyczną wymaga szczególnej opieki i ochrony prawnej, zarówno przed, jak i po urodzeniu,[3]
- dziecko jako istota ludzka wymaga poszanowania jego tożsamości, godności i prywatności,
- rodzina jest najlepszym środowiskiem wychowania dziecka,
- państwo ma wspierać rodzinę, a nie wyręczać ją w jej funkcjach.

Katalog praw i wolności obejmuje prawa cywilne, socjalne, kulturalne, polityczne i z założenia w niewielkim zakresie uwzględnia prawa ekonomiczne (dziecko powinno uczyć się, a nie pracować). W skład tego wchodzą:

### Prawa cywilne
- prawo do życia i rozwoju,
- prawo do tożsamości (nazwisko, imię, obywatelstwo, wiedza o własnym pochodzeniu),
- prawo do wolności, godności, szacunku, nietykalności osobistej,
- prawo do swobody myśli, sumienia i wyznania,
- prawo do wyrażania własnych poglądów i występowania w sprawach dziecka dotyczących, w postępowaniu administracyjnym i sądowym,
- prawo do wychowywania w rodzinie i kontaktów z rodzicami w przypadku rozłączenia z nimi,
- prawo do wolności od przemocy fizycznej lub psychicznej,
- prawo nierekrutowania do wojska poniżej 15. roku życia.

### Prawa socjalne
- prawo do odpowiedniego standardu życia,
- prawo do ochrony zdrowia,
- prawo do zabezpieczenia socjalnego,
- prawo do wypoczynku i czasu wolnego.

### Prawa kulturalne
- prawo do nauki (bezpłatnej i obowiązkowej w zakresie szkoły podstawowej),
- prawo do korzystania z dóbr kultury,
- prawo do informacji,
- prawo do znajomości swoich praw.

### Prawa polityczne
- prawo stowarzyszania się i zgromadzeń w celach pokojowych.

## Protokoły dodatkowe
25 maja 2000 roku rozszerzono możliwy zakres ochronny konwencji poprzez uchwalenie do niej dwóch protokołów dodatkowych:
- W sprawie udziału dzieci w konfliktach zbrojnych, obowiązuje od 12 lipca 2002 r.[4];
- W sprawie handlu dziećmi, dziecięcej prostytucji i dziecięcej pornografii, obowiązuje od 18 stycznia 2002 r.[5].

19 grudnia 2011 roku rozszerzono możliwy zakres ochronny Konwencji o kolejny protokół:
- W sprawie procedury rozpoznawania skarg[6].

Państwa-strony Konwencji nie mają obowiązku ratyfikowania Protokołów. Pomimo to liczba ratyfikacji obu pierwszych przekroczyła 170 (listopad 2019). Protokół w sprawie procedury składania skarg obowiązuje od 14 kwietnia 2014, jego stronami jest 46 państw. Polska ratyfikowała oba pierwsze protokoły w roku 2005.

## Konwencja o prawach dziecka a stanowisko Polski
Polska ratyfikowała Konwencję 7 czerwca 1991 r., jednak z pewnymi zastrzeżeniami oraz własną interpretacją niektórych przepisów. Zgodnie z pierwszym zastrzeżeniem, a wbrew tekstowi konwencji, dziecku adoptowanemu prawo do ustalania danych jego rodziców naturalnych miało nie przysługiwać. Drugie zastrzeżenie dotyczyło zapisu o wieku, w którym istnieje możliwość powołania do służby wojskowej lub podobnej i uczestnictwa w działaniach wojennych, a które będzie regulowane zgodnie z przepisami obowiązującymi w Polsce (ale nie niższym niż 15 lat). Oba te zastrzeżenia zostały przez Polskę wycofane z dniem 4 marca 2013 roku.
Prócz powyższych, w następujących po tych zastrzeżeniach deklaracjach (będących w istocie interpretacjami) strona polska stwierdza, że prawo do swobody myśli, sumienia i wyznania oraz wyrażania własnych poglądów przez dziecko i występowania w sprawach dziecka dotyczących, w postępowaniu administracyjnym i sądowym jest obwarowane poszanowaniem władzy rodzicielskiej i musi być zgodne z polskimi zwyczajami i tradycjami dotyczącymi miejsca dziecka w rodzinie i poza rodziną. W drugiej deklaracji strona polska stwierdza, że poradnictwo dla rodziców oraz wychowanie w zakresie planowania rodziny powinno pozostawać w zgodzie z normami moralności.